# Phil Hartman
Vous lisez un « bon article » labellisé en 2022.
Pour les articles homonymes, voir Hartman.
Phil Hartman, né le 24 septembre 1948 à Brantford, en Ontario, et mort assassiné le 28 mai 1998 à Los Angeles, en Californie, est un acteur, humoriste, scénariste et graphiste canado-américain.
Sa famille déménage aux États-Unis alors qu'il a 10 ans. Après être diplômé en arts graphiques à l'université d'État de Californie à Northridge, il conçoit des pochettes d'albums pour des groupes tels que Poco et America. En 1975, il rejoint la troupe comique The Groundlings, où il aide Paul Reubens à développer son personnage Pee-Wee Herman. Phil Hartman coscénarise le film Pee-Wee Big Adventure et fait des apparitions régulières en tant que Capitaine Carl dans la série télévisée de Paul Ruebens Pee-wee's Playhouse.
En 1986, Phil Hartman rejoint la distribution de l'émission de télévision à sketches de la NBC, Saturday Night Live, où il reste pendant huit saisons jusqu'en 1994. Surnommé « la Glu » en raison de sa capacité à tenir le spectacle et à aider ses partenaires, il remporte un Primetime Emmy Award en 1989 pour sa participation à cette émission. En 1995, il rejoint la sitcom Infos FM pour le rôle de Bill McNeal après avoir refusé de revenir au Saturday Night Live. Il prête également sa voix à de nombreux personnages dans Les Simpson et tient des rôles mineurs dans les films L'Invité, Sergent Bilko, La Course au jouet et Small Soldiers.
Après deux divorces, il épouse en 1987 Brynn Omdahl, avec laquelle il a deux enfants. Leur mariage est troublé à cause de la consommation de drogue de sa femme et des accès de violence qu'elle a envers son mari, souvent absent du domicile familial. En 1998, elle l'assassine dans son sommeil puis se suicide. Dan Snierson, d'Entertainment Weekly, écrit qu'il est « la dernière personne que vous vous attendiez à trouver en gros titre dans votre journal matinal […] un gars tout à fait ordinaire, aimé de tous ceux avec qui il a travaillé ». En complément des hommages immédiats, environ quinze ans plus tard, des hommages solennels lui sont rendus dans l'Allée des célébrités canadiennes de Toronto puis sur le Hollywood Walk of Fame de Los Angeles.

## Biographie

### Jeunesse
Philip Edward Hartmann naît le 24 septembre 1948 à Brantford en Ontario au Canada,,. Il est le quatrième des huit enfants de Doris Marguerite (née Wardell le 17 juillet 1919 et morte le 15 avril 2001) et de Rupert Loebig Hartmann (né le 8 novembre 1914 et mort le 30 avril 1998), un vendeur de matériaux de construction,. Ses parents sont catholiques et élèvent leurs enfants dans cette foi,,. Enfant, Phil Hartman trouve peu d'affection au sein de sa famille : « Je suppose que je n'ai pas obtenu ce que je voulais de ma vie de famille, alors j'ai commencé à chercher amour et attention ailleurs. »

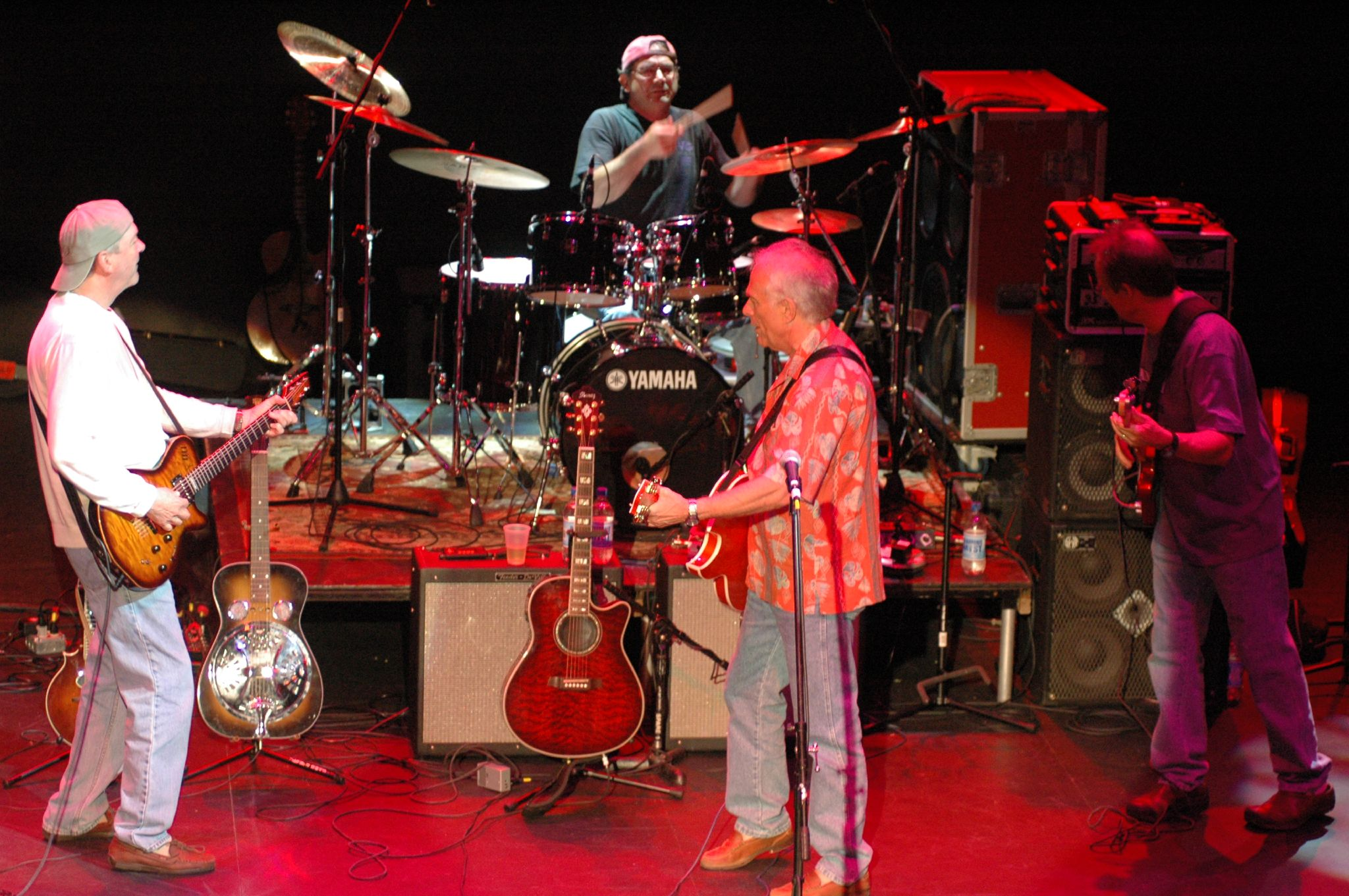
Phil Hartman conçoit le graphisme des pochettes d'album de groupes comme les Poco.

Phil Hartman est âgé de 10 ans lorsque sa famille émigre aux États-Unis. La famille s'installe à Lewiston dans le Maine, puis à Meriden au Connecticut avant de rejoindre la côte ouest. Là, il intègre la Westchester High School et est souvent le « trublion de sa classe »,,,. Après avoir obtenu son diplôme, il entame des études d'art au Santa Monica College, mais les abandonne en 1969 pour devenir machiniste itinérant avec un groupe de rock. Trois ans plus tard, en 1972, il reprend des études d'arts graphiques à l'université d'État de Californie à Northridge. Par la suite, il développe et exploite sa propre entreprise d'arts graphiques, créant plus de quarante pochettes d'album pour des groupes tels que Poco et America ainsi que des affiches publicitaires et le logo du groupe Crosby, Stills, Nash and Young,,,. À la fin des années 1970, Phil Hartman fait sa première apparition à la télévision dans le jeu The Dating Game, qu'il remporte.

### Carrière

#### Débuts

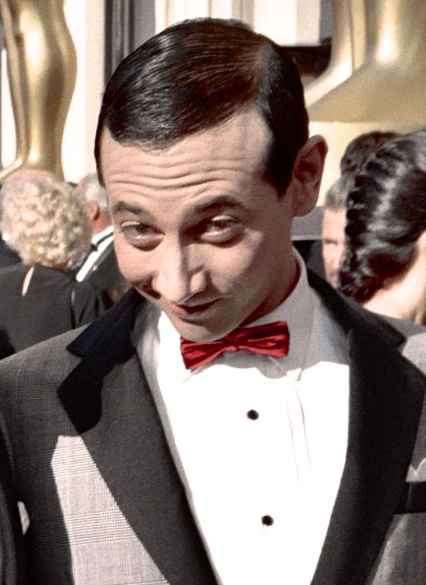
À la fin des années 1970, Phil Hartman crée et développe le personnage de Pee-Wee Herman avec son comparse Paul Reubens.

Travaillant seul en tant que graphiste, Phil Hartman s'amuse régulièrement à faire des « envolées de fantaisies vocales ». En 1975, cherchant un débouché plus social pour ses talents vocaux, il commence à suivre des cours d'humour animés le soir par le groupe d'improvisation théâtrale basé en Californie, The Groundlings,,. Alors qu'il assiste à une représentation de la troupe, il décide impulsivement de monter sur scène et de la rejoindre,,. Sa première apparition à l'écran est avec le film australien de 1978, La Rage de la casse, réalisé à Los Angeles par Brian Trenchard-Smith. Après plusieurs années de formation, payant sa place en repensant le logo et le marchandisage de la troupe, Phil Hartman rejoint officiellement les Groundlings en 1979 et en devient une des vedettes.
Chez les Groundlings, Phil Hartman devient ami avec Paul Reubens, avec lequel il collabore souvent à l'écriture de divers projets comiques. Ensemble ils créent le personnage de Pee-Wee Herman et développent le Pee-wee Herman Show, une performance scénique qui est également diffusée sur HBO en 1981. Phil Hartman tient le rôle du Capitaine Carl dans le Pee-wee Herman Show et reprend ce rôle dans l'émission télévisée pour enfants Pee-wee's Playhouse. Paul Reubens et Phil Hartman font un caméo dans le film de 1980, Cheech and Chong's Next Movie,. Phil Hartman coscénarise le film Pee-Wee Big Adventure sorti en 1985 et y fait une courte apparition dans le rôle d'un journaliste,. Bien que Phil Hartman ait envisagé d’arrêter la comédie à l'âge de 36 ans en raison du manque d'opportunités, le succès de Pee-Wee Big Adventure lui apporte de nouvelles possibilités et le fait changer d'avis,. À la suite d'un désaccord créatif avec Paul Reubens, Phil Hartman quitte le projet Pee-Wee Herman afin d'en poursuivre d'autres,,.
Phil Hartman tient à nouveau quelques rôles mineurs dans des films de 1986 comme Jumpin' Jack Flash et Trois Amigos !. Il prête également sa voix dans séries télévisées d'animation comme Les Schtroumpfs, Le Défi des Gobots, Les Treize Fantômes de Scooby-Doo et Denis la Malice. Il développe une forte personnalité en faisant des voix-off pour des publicités.

#### Saturday Night Live
« En tant qu'acteur, je sentais que je ne pouvais pas rivaliser. Je n'étais pas aussi mignon que l'acteur principal. Je n'étais pas aussi brillant que Robin Williams. La seule chose que je pouvais faire était des voix, des imitations et des personnages étranges, [et] il n'y vraiment aucun débouché pour cela. Sauf sur le Saturday Night Live. »

— Phil Hartman, à propos de son jeu d'acteur.
Phil Hartman passe avec succès le casting pour l'émission de variétés de la NBC, le Saturday Night Live, lors de sa douzième saison, qui débute le 11 octobre 1986. Il est recommandé pour l'émission par ses collègues des Groundlings et membres de la distribution du Saturday Night Live, Jon Lovitz et Laraine Newman, ainsi que par la réalisatrice du film Jumpin' Jack Flash, Penny Marshall,. Il explique au Los Angeles Times : « Je voulais faire [le Saturday Night Live] parce que je voulais obtenir l'exposition qui me donnerait une crédibilité au box-office afin que je puisse écrire des films pour moi-même. » Dans ses huit saisons au sein de l'émission, Phil Hartman se fait connaître par ses imitations, en incarnant plus de soixante-dix personnages différents. Parmi ceux-ci figurent Eugene, un cuisinier souffrant de troubles obsessionnels compulsifs, et l'homme des cavernes décongelé devenu avocat. Parmi ses imitations les plus notables, signalons celles de Frank Sinatra, de Ronald Reagan, d'Ed McMahon, de Barbara Bush, de Charlton Heston, de Phil Donahue et de Bill Clinton, plus tard considérée comme sa meilleure imitation,.

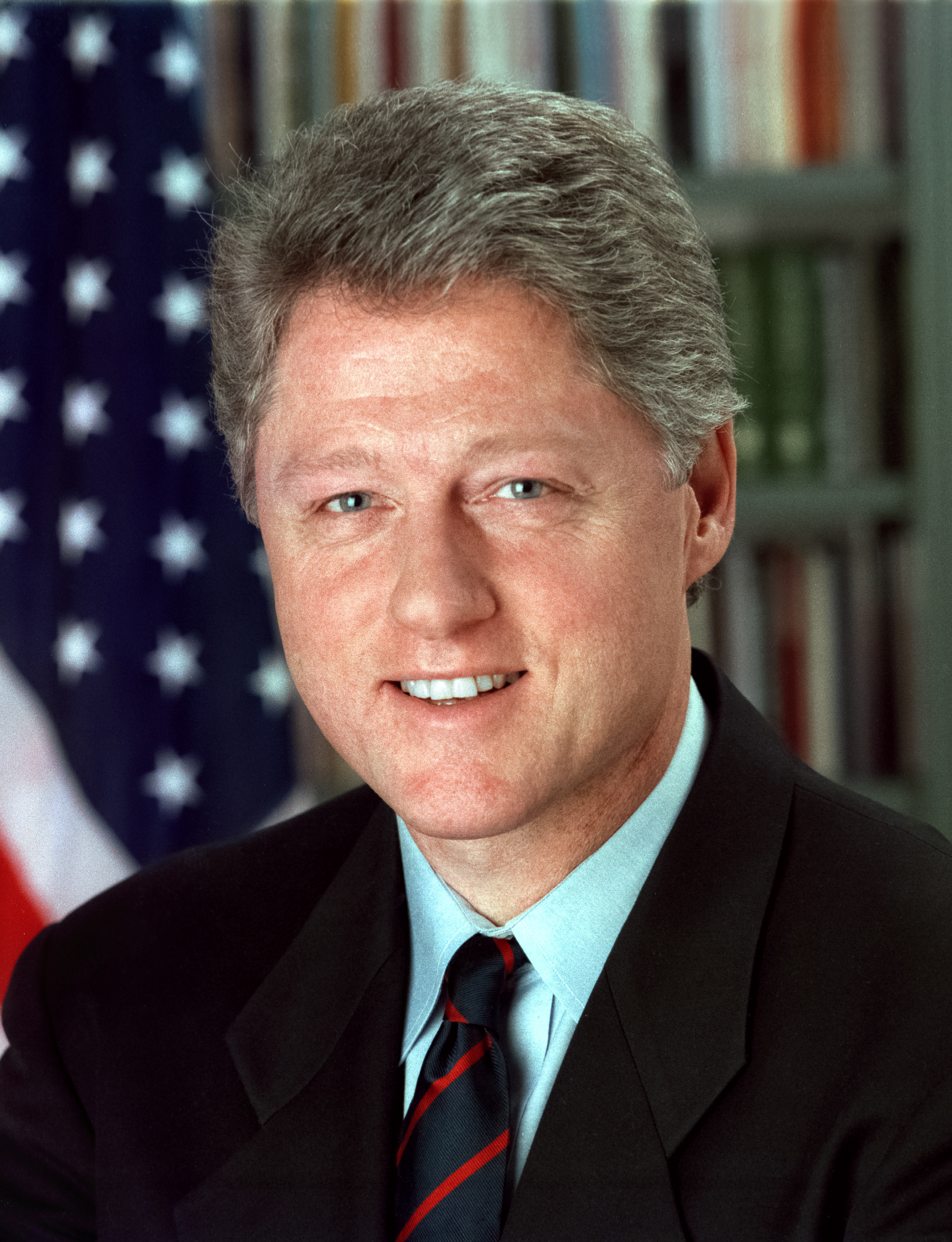
Phil Hartman apparaît régulièrement sous les traits du président Bill Clinton dans le Saturday Night Live.

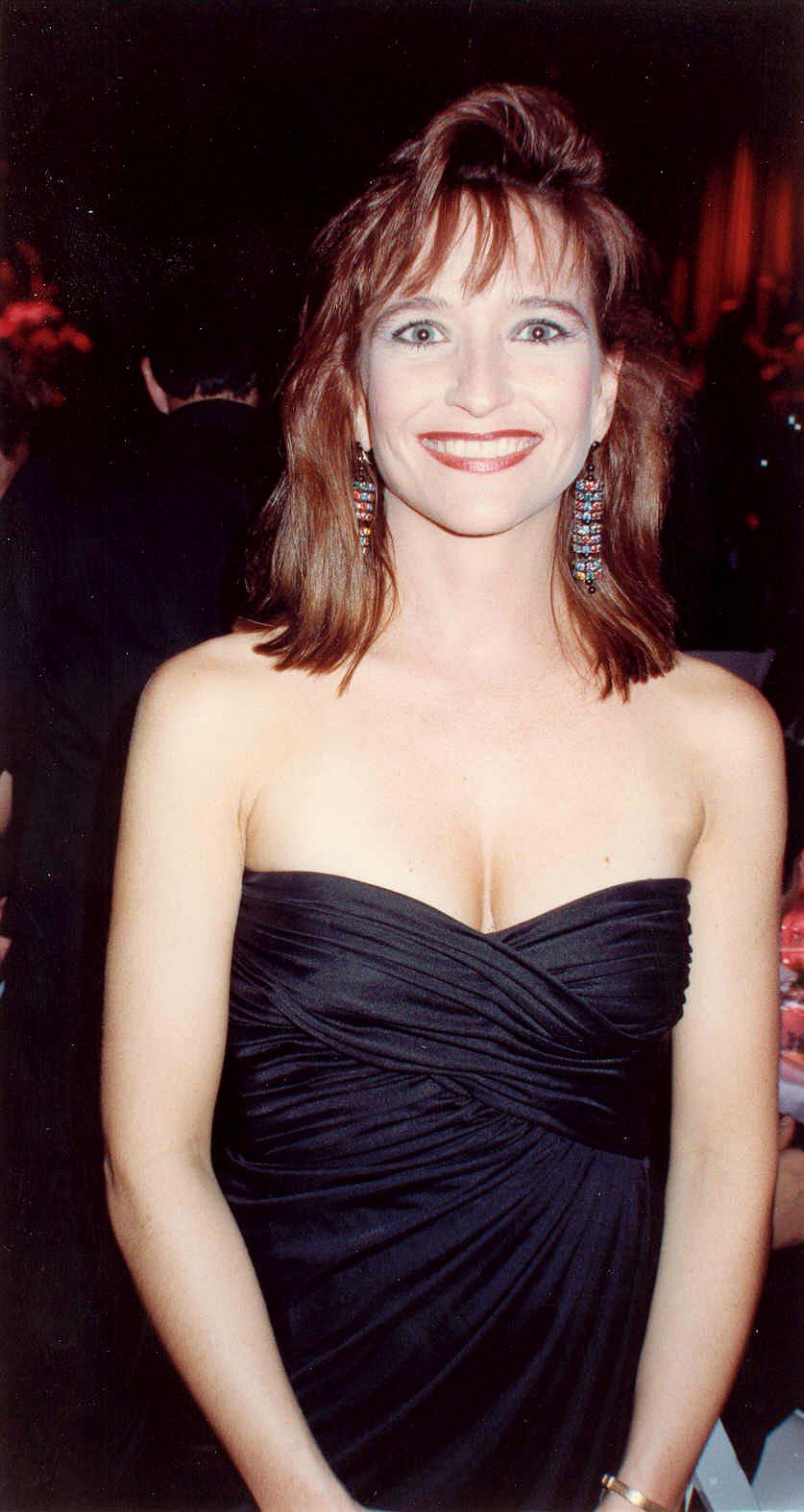
Jan Hooks, collaboratrice principale de Phil Hartman sur le Saturday Night Live.

Phil Hartman imite Bill Clinton pour la première fois lors d'un épisode du Tonight Show. Lorsqu'il rencontre Bill Clinton en 1993, Phil Hartman lui déclare : « Je suppose que je vous dois quelques excuses », ajoutant plus tard qu'il a « parfois senti un pincement au cœur » à propos de son imitation de Clinton,. Bill Clinton fait preuve d'humour et envoie à Phil Hartman une photo dédicacée avec le texte : « Vous n'êtes pas le président, mais vous en jouez un à la télévision. Et vous êtes la plupart du temps OK. » Pour sa voix, Phil Hartman imite les « sécrétions post-nasales » et le « léger éraillement » du président et pour sa gestuelle, il copie ses gestes de la main les « moins intimidants ». Phil Hartman choisit de ne pas porter un nez prothétique plus large lorsqu'il interprète Bill Clinton, car il pense que cela serait distrayant. À la place il porte une perruque, s'éclaircit les sourcils et se maquille de manière à mettre son nez en valeur. Dans l'un de ses sketches en tant que Bill Clinton, ce dernier visite un restaurant McDonald's et explique sa politique économique en utilisant une métaphore de la consommation de la nourriture par les clients de la chaîne. Comme les scénaristes disent à Phil Hartman qu'il ne mange pas assez pendant les répétitions de ce sketch, à la fin du spectacle il peut à peine parler tellement il a mangé.
Au Saturday Night Live, le surnom de Phil Hartman, « la Glu », est proposé par Adam Sandler, selon l'ouvrage de Jay Mohr, Gasping for Airtime,. Toutefois, selon You Might Remember Me: The Life and Times of Phil Hartman de Mike Thomas, auteur et journaliste du Chicago Sun-Times, ce surnom est créé par la collaboratrice régulière de Phil Hartman au Saturday Night Live, Jan Hooks. Phil Hartman est toujours prêt à aider les autres membres de la distribution. Par exemple, il aide Jan Hooks a surmonter son trac. Le créateur du Saturday Night Live explique ainsi ce surnom : « Il permet en quelque sorte de tenir le spectacle. Il donne à tout le monde et demande très peu en retour. Il demande très peu d'entretien. » Le producteur ajoute également que Phil Hartman est « l'acteur le moins apprécié » par les critiques de la série, et loue sa capacité « à faire cinq ou six apparitions dans la même émission, aussi bien en rôle de soutien qu'en un personnage remarquable ». En 1989, Phil Hartman remporte le Primetime Emmy Award du meilleur scénario pour une émission de divertissement pour le Saturday Night Live, partageant ce prix avec les autres scénaristes de l’émission. Il est également nommé dans cette catégorie en 1987, mais c'est l'équipe du Late Night with David Letterman qui remporte le prix. Il se voit également nommé en 1994 dans la catégorie de la meilleure performance individuelle dans une émission de divertissement, mais le prix est remporté par Tracey Ullman pour sa performance dans Tracey Ullman Takes On New York.
En 1993, la plupart des acteurs qui avaient côtoyé Phil Hartman dans ses premières années au Saturday Night Live ont quitté l'émission, dont Jon Lovitz, Jan Hooks et Dana Carvey. Phil Hartman déclare alors qu'il se sentait « comme un athlète qui aurait vu tous ses coéquipiers des Séries mondiales se faire échanger dans tous les sens » et que pour lui « c'était difficile de les voir partir parce [qu'il avait] l'impression [qu'ils faisaient] tous partie de l'équipe qui a sauvé la série ». Ce changement continuel de casting contribue notamment à son départ de la série en 1994. À cette époque, il déclare penser qu'il est temps de partir, car l'émission « devient moins sophistiquée » et son style d'humour ne correspond pas à la comédie moins intellectuelle des nouveaux membres de la distribution, tel Adam Sandler. Phil Hartman prévoit initialement de quitter l'émission en 1991, mais Lorne Michaels le convainc de rester pour assurer sa notoriété, son interprétation de Bill Clinton ayant particulièrement contribué à cet objectif. Jay Leno lui propose alors de devenir son acolyte dans son Tonight Show. Mais Phil Hartman préfère rester au Saturday Night Live,. La NBC le persuade également de rester au Saturday Night Live en lui promettant sa propre émission de variétés et d'humour The Phil Show. Il prévoit d'y « réinventer la forme de la variété » avec « une émission hybride, très rapide et haute en énergie, avec des sketchs, des imitations, des tours avec des animaux, des interprètes mettant en valeur leurs talents ». Il doit alors en être le producteur délégué et le scénariste en chef. Toutefois, avant le début de la production, la chaîne pense que les émissions de variété sont trop impopulaires et décide d'annuler cette émission. Dans une entrevue de 1996, Phil Hartman remarque qu'il était heureux de cette décision car il « aurait transpiré du sang chaque semaine en essayant de faire marcher » son émission. En 1998, il admet que travailler sur le Saturday Night Live lui manque, mais qu'il apprécie avoir déménagé de New York vers la Californie du Sud.

#### Infos FM
En 1995, Phil Hartman devient une des vedettes de la sitcom de la NBC, Infos FM en incarnant le présentateur radio Bill McNeal,. Il signe pour la série après avoir été attiré par son écriture et par sa distribution d'ensemble et plaisante en disant qu'il s'est inspiré de lui-même pour Bill McNeal, en supprimant « toute éthique et tout caractère »,,. Phil Hartman empoche environ 50 000 dollars par épisode. Bien que l'émission soit acclamée par la critique, elle ne réunit jamais suffisamment de téléspectateurs et la menace de son annulation est régulière. Après la fin de la quatrième saison, Phil Hartman explique : « Nous semblons avoir un appétit limité. Nous sommes sur le fil, sans être sûr de reprendre ou non », mais il ajoute qu'il est « sûr à 99 % » que la série serait renouvelée pour une cinquième saison. L'acteur fustige alors publiquement la décision de la NBC d'avoir changer à plusieurs reprises le créneau horaires d'Infos FM, mais regrette par la suite ses commentaires en confessant : « Disons-le haut et fort, il ne s'agit que d'une sitcom, pas d'une chirurgie cérébrale ». Il ajoute également que si la série est annulée, « cela [lui] ouvrira simplement d'autres opportunités ». Bien que la série ait été renouvelée pour une cinquième saison, Phil Hartman est décédé avant que la production de celle-ci ne débute. Ken Tucker apprécie particulièrement la performance de Phil Hartman dans le rôle de Bill McNeal : « Un interprète moindre… l’aurait joué comme une variation du personnage de Ted Baxter dans The Mary Tyler Moore Show, parce que c'est ce que Bill est, sur le papier. Mais Hartman a donné une palette infinie à l'égocentrisme de Bill, le rendant sournois, lâche, dégoûtant et follement audacieux de semaine en semaine ». Phil Hartman est nommé à titre posthume aux Emmy Awards de 1998, dans la catégorie du meilleur acteur dans un second rôle dans une série télévisée comique pour son rôle de Bill McNeal dans Infos FM, mais le prix est remporté par David Hyde Pierce pour son rôle du Dr Niles Crane dans Frasier,.

#### Les Simpson

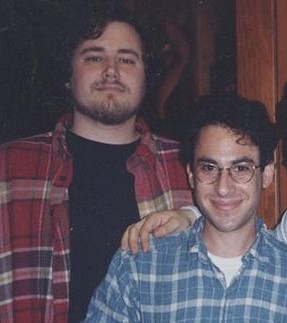
Bill Oakley et Josh Weinstein, producteurs des Simpson, apprécient tellement de travailler avec Phil Hartman qu'ils créent plusieurs épisodes qui se concentrent sur ses personnages.

Phil Hartman donne voix à de nombreux personnages pour la série animée de la Fox, Les Simpson, et apparaît dans cinquante-deux épisodes. Il fait sa première apparition dans l’épisode Toute la vérité, rien que la vérité de la deuxième saison. Alors qu'il était à l'origine prévu qu'il ne fasse qu'une seule apparition, Phil Hartman a tellement apprécié de travailler sur Les Simpson que l'équipe de scénaristes lui a écrit des passages supplémentaires. Il double les personnages récurrents de Lionel Hutz et de Troy McClure ainsi que Duffman une fois et d'autres personnages de second plan. Son personnage préféré est celui de Troy McClure, et il utilise souvent sa voix pour divertir le public entre les prises de l'enregistrement d'Infos FM. Il remarque à ce propos : « Mes fans favoris sont les fans de Troy McClure. » Il ajoute : « C'est la seule chose de ma vie que j'ai faite qui soit pratiquement une vocation. Je le fais par pur amour. »
Phil Hartman est populaire parmi l'équipe de scénaristes des Simpson. Les show runners Bill Oakley et Josh Weinstein déclarent qu'ils apprécient son travail et qu'ils essayent au maximum de l'utiliser lorsqu'ils travaillent sur la série. Pour lui donner un rôle plus important, ils créent l'épisode Un poisson nommé Selma, qui se concentre sur Troy McClure et développe son histoire. Le créateur des Simpson, Matt Groening, déclare qu'il « prenait [Hartman] comme assurance, parce qu'il touchait dans le mille à chaque fois », et que son talent vocal peut produire « un maximum d'humour » peu importe la réplique qui lui est donnée. Avant sa mort, Phil Hartman exprime l'intérêt de produire un film en prise de vues réelles autour de Troy McClure. Plusieurs membres de la production des Simpson sont alors enthousiastes à propos de ce projet et lui proposent leur aide. Phil Hartman déclare qu'il « attend avec impatience le film en prise de vues réelles de [McClure], faisant la publicité avec ses apparitions pour le Betty Ford Center » et qu'il « n'aimerait rien de plus » que de faire ce film, étant même prêt à acheter les droits de celui-ci pour le réaliser lui-même,.

#### Autres
Le premier rôle au cinéma de Phil Hartman se produit en 1995, aux côtés de Sinbad dans le film L'Invité. Il tourne par la suite dans plus d'une trentaine de films dont Greedy, Coneheads, Sergent Bilko, Quand Harriet découpe Charlie !, CB4, La Course au jouet, Kiki la petite sorcière et Small Soldiers, ce dernier étant son ultime film sorti en salles,. En parallèle, il préfère travailler à la télévision. À la télévision, en plus des émissions et séries précédemment mentionnées, il apparaît dans The John Larroquette Show, dans The Dana Carvey Show et dans Troisième planète après le Soleil et tient le rôle du président des États-Unis dans le téléfilm The Second Civil War,. Il gagne une somme considérable d'argent grâce à des spots publicitaires télédiffusés, notamment une série de quatre publicités pour la boisson gazeuse Slice qui lui rapporte plus de 300 000 dollars. Il apparaît également dans des publicités pour McDonald's et pour le numéro vert 1-800-Collect.
Phil Hartman écrit également un grand nombre de scénarios qui ne seront jamais produits. En 1986, il entreprend l'écriture d'un scénario pour un film intitulé Mr. Fix-It, qu’il termine en 1991. Robert Zemeckis signe la production du film, et Gil Bettman est choisi pour le réaliser. Phil Hartman qualifie le film de « sorte de fusion d'horreur et de comédie, comme Beetlejuice ou Balance maman hors du train », ajoutant qu'il s'agit d'un « cauchemar américain à propos d'une famille déchirée. Ils vivent à côté d'un dépotoir toxique, leur approvisionnement en eau est empoisonné, la mère et le fils deviennent fous et essaient de s'entretuer, le visage du père est arraché dans un terrible accident. C'est du lourd, mais il y a un message encourageant et une fin positive et optimiste ». Robert Zemeckis n'obtient cependant pas le soutien du studio et le projet est abandonné. Une autre idée de film, impliquant le personnage de Phil Hartman au sein des Groundlings, Chick Hazard, est également abandonnée.

### Vie privée
Phil Hartman épouse Gretchen Lewis en 1970, avant de divorcer en septembre 1972. Il se marie ensuite avec l'agente immobilière Lisa Strain en 1982, une union qui durera trois ans. Lisa Strain explique au magazine People qu'en dehors de l’écran Phil Hartman est renfermé et « disparaît émotionnellement […] il est dans son propre monde. Cette passivité peut vous rendre fou ». En 1987, Phil Hartman épouse l'ancienne mannequin et actrice en herbe Brynn Omdahl (née Vicki Jo Omdahl le 11 avril 1958 et décédée le 28 mai 1998), après l'avoir rencontrée à un blind date un an auparavant,. Ensemble ils ont deux enfants, Sean et Birgen. Leur union rencontre des difficultés : Brynn aurait été intimidée par le succès de son mari et frustrée de ne pouvoir rencontrer le sien, mais aucun des deux ne souhaite divorcer. Elle aurait été jalouse et souvent violente verbalement et physiquement, envoyant même une lettre à l'ex-femme de Phil, Lisa Strain, pour la menacer de « lui arracher les yeux » si elle lui parle à nouveau. Phil Hartman envisage même de prendre sa retraite pour sauver son mariage.
Phil Hartman essaie d'obtenir des petits rôles pour Brynn, mais elle devient progressivement dépendante à l’alcool et aux stupéfiants, intégrant à plusieurs reprises des cures de désintoxication. De nombreuses fois Phil Hartman doit retirer leurs enfants de la maison pour les emmener chez des amis ou de la famille pour les protéger des excès de drogue et d'alcool de sa femme. En raison de sa très proche amitié avec son associée du Saturday Night Live, Jan Hooks, Brynn plaisante régulièrement sur le fait que Jan et Phil seraient mariés « sur un autre plan ». Brynn écrit des lettres de menace à Jan Hooks, l'avertissant de ne pas s'approcher de son mari. Celles-ci sembleraient ne jamais avoir été envoyées et sont découvertes dans ses affaires après sa mort.
Stephen Root, le compagnon de jeu de Phil Hartman sur Infos FM, déclare que peu de gens connaissent « le vrai Phil », car il est « l'une de ces personnes qui ne semblent jamais sortir de son personnage », mais il explique qu'il donne néanmoins l'impression d'un père de famille qui se soucie profondément de ses enfants.
En 1997, Phil Hartman déclare que bien qu'étant un catholique non-pratiquant, il fait preuve d'une « certaine religiosité ». Lors de son temps libre, il aime conduire, voler, faire de la voile, faire du tir de précision et jouer de la guitare,.

### Assassinat

#### Faits
Le 27 mai 1998, Brynn se rend au restaurant italien Buca di Beppo à Encino, quartier de Los Angeles en Californie, avec la productrice et scénariste du Saturday Night Live, Christine Zander, qui lui annonce que Phil Hartman est « dans un bon état d'esprit ». Les deux femmes commandent des boissons. À son retour chez elle, Brynn a une dispute « animée » avec son mari, après laquelle il décide d'aller se coucher. Elle pénètre dans sa chambre quelques minutes avant 3 h du matin le 28 mai 1998, et lui tire dessus pendant son sommeil : une balle entre les yeux, une autre dans la gorge et une dernière dans le haut de la poitrine, avec une arme de poing Charter Arms de calibre 38. Il avait 49 ans. Elle prenait du Zoloft, avait bu de l'alcool et avait récemment consommé de la cocaïne.
Brynn se rend alors au domicile de son ami Ron Douglas et lui avoue le meurtre, mais il ne la croit pas. Ils se rendent tous les deux au domicile de Phil Hartman dans des voitures séparées et elle appelle un autre ami, avouant encore son meurtre,. En découvrant le corps de Phil Hartman, Ron Douglas appelle le 911 à 6 h 20. La police arrive et escorte Ron Douglas et les deux enfants Hartman hors des lieux, Brynn s'enfermant à ce moment-là dans la chambre. Peu de temps après, elle se suicide en se tirant une balle dans la tête,.
La police déclare que la mort de Phil Hartman est due à une « dispute conjugale ». Un ami du couple déclare que Brynn « avait du mal à contrôler sa colère. Elle a attiré l'attention en perdant son sang-froid ». Un voisin des Hartman déclare à un journaliste de CNN que le couple avait des problèmes matrimoniaux. L'acteur Steve Guttenberg déclare qu'ils étaient « un couple très heureux et qu'ils avaient toujours l'air d'être bien équilibrés ».
| |  |  |
| Jon Lovitz (à gauche) accuse Andy Dick (à droite) d'être en partie responsable de la mort de Phil Hartman en ayant poussé sa femme à reprendre sa consommation de drogues. |  |  |

Une plainte est déposée en 1999 par le frère de Brynn, Gregory Omdahl, contre Pfizer, le fabricant du Zoloft, et contre le psychiatre de sa sœur, Arthur Sorosky, qui lui avait prescrit des antidépresseurs. L'ami et ancien compagnon sur le Saturday Night Live de Phil Hartman, Jon Lovitz, accuse Andy Dick le collègue de Phil sur Infos FM, d'avoir incité Brynn à rechuter dans son addiction à la cocaïne et favorisé sa dépression nerveuse. Andy Dick prétendra n'avoir jamais rien su de son état. Jon Lovitz déclarera plus tard qu'il ne reproche plus le meurtre de Phil Hartman à Andy Dick, mais il raconte qu'en 2006, Andy Dick s'est approché de lui dans un restaurant et lui a déclaré : « Je t’ai lancé la malédiction de Phil Hartman, tu es le prochain à mourir », l'acteur le fait alors éjecter du restaurant,. L'année suivante, au club d'humour Laugh Factory à Los Angeles, Jon Lovitz et Andy Dick ont une nouvelle dispute, Jon Lovitz allant même jusqu'à frapper la tête d'Andy Dick sur le bar. Toutefois Andy Dick continue d'affirmer qu'il n'est intervenu d'aucune manière dans la mort de Phil Hartman.
La sœur de Brynn, Katharine Omdahl et son beau-frère Mike Wright élèvent alors les deux enfants des Hartman. Le testament de Phil Hartman prévoit que chacun de ses enfants hérite de son argent sur plusieurs années après l'âge de 25 ans. La valeur totale de la succession de Phil Hartman est estimée à 1,23 million de dollars. Conformément à ses souhaits, son corps est incinéré au Forest Lawn Memorial Park à Glendale en Californie et ses cendres sont dispersées dans la baie Emerald de l’île Santa Catalina,.

#### Réactions et conséquences
Don Ohlmeyer, producteur de la NBC, déclare que Phil Hartman « avait la chance d'avoir un don formidable pour créer des personnages qui faisaient rire les gens. Tous ceux qui ont eu le plaisir de travailler avec Phil savent qu'il était un homme très chaleureux, un vrai professionnel et un ami fidèle ». Steve Guttenberg exprime son émotion à la mort de Phil Hartman et Steve Martin déclare qu'il « était une personne profondément drôle et très heureuse ». Matt Groening le qualifie de « maître » et le réalisateur Joe Dante déclare qu'il était « un de ces gars avec qui travailler était un rêve » et qu'il « ne connaît personne qui ne l’aimait pas »,. Dan Snierson d'Entertainment Weekly conclut que Phil Hartman était « la dernière personne sur laquelle vous vous attendiez à lire un gros titre dans votre journal du matin » et qu'il était « un gars résolument ordinaire, aimé par tous ceux avec qui il travaillait ». En 2007, ce même périodique classe Phil Hartman à la quatre-vingt-septième place des plus grandes vedettes du petit écran de tous les temps et le mensuel Maximal le nomme comme le meilleur performeur du Saturday Night Live de tous les temps,.
Le jour de la mort de Phil Hartman, des rediffusions des Simpson sont annulées, tout comme le spectacle du soir des Groundlings. Le premier épisode de la cinquième saison de Infos FM, Bill Moves On explique que le personnage de Phil Hartman, Bill McNeal, est mort d'une crise cardiaque, tandis que les autres personnages se remémorent sa vie. Jon Lovitz rejoint la série à sa place à partir de l'épisode suivant. Le 13 juin 1998 est diffusé un épisode spécial du Saturday Night Live commémorant les performances marquantes de Phil Hartman au sein de cette émission. Au lieu de trouver une voix pour le remplacer, les scénaristes des Simpson décident de retirer les personnages de Phil Hartman. Sa dernière apparition dans la série a lieu dans l'épisode qui lui est dédié Lézards populaires, et son dernier film est Small Soldiers,.
Au moment de sa mort, Phil Hartman se préparait à donner voix à Zapp Brannigan, un personnage de la deuxième série animée de Matt Groening, Futurama, spécifiquement créé pour lui. Même si le rôle est spécialement conçu pour lui, Phil Hartman insiste pour auditionner pour celui-ci et après son audition Matt Groening conclut qu'il « l’a réussie ». Après la mort de Phil Hartman, c'est Billy West qui obtient le rôle. Bien que le producteur délégué de la série David X. Cohen permette à Billy West d’interpréter le personnage avec sa propre vision, l'acteur déclarera plus tard qu'il a délibérément modifié la voix de Zapp Brannigan pour qu'elle corresponde au mieux à ce que Phil Hartman aurait fait,. Phil Hartman devait également apparaître aux côtés de Jon Lovitz dans le film indépendant, The Day of Swine and Roses, dont la production devait commencer en août 1998.
En 2002, le frère de Phil Hartman, John, publie sur Laugh.com l'album Flat TV, une sélection de sketches enregistrés par Phil dans les années 1970, qu'il avait compilés et conservés. John Hartman déclare à ce propos : « Je le publie parce que je consacre ma vie à réaliser ses rêves. Cet [album] est mon frère en train de faire ce qu'il aimait. » En 2013, Worker Studio, le studio d'animation de Michael Hemschoot, propose de créer une adaptation animée de l’album Flat TV,. Ce projet est né après que Michael T. Scott, un partenaire du studio, poste en ligne une lettre manuscrite qu'il a reçue en 1997 de Phil Hartman, qui avait mené à une correspondance régulière entre eux deux.
En 2007, une campagne est lancée sur Facebook par Alex Stevens et appuyée par le frère de Phil Hartman, Paul, pour que Phil soit intronisé dans l’Allée des célébrités canadiennes à Toronto,. Parmi les nombreux événements promouvant la campagne, Ben Miner de la chaîne Laugh Attack de la Sirius XM Radio, consacre le mois d'avril 2012 à Phil Hartman. La campagne se termine avec succès lorsque Phil Hartman obtient son étoile sur l'Allée des célébrités le 22 septembre 2012, Paul acceptant la récompense au nom de son défunt frère. Il reçoit par la même occasion un Cineplex Legends Award,,. En juin 2013, il est annoncé que Phil Hartman va recevoir une étoile sur le Walk of Fame d'Hollywood et celle-ci est dévoilée le 26 août 2014,. En 2012, lors de la 13e cérémonie des Canadian Comedy Awards, le prix Phil Hartman est créé pour récompenser « une personne qui contribue à rendre meilleure la communauté comique canadienne ». En 2015, le magazine Rolling Stone classe Phil Hartman parmi les dix meilleurs membres de la distribution du Saturday Night Live tout au long des quarante ans d'histoire de l'émission, se retrouvant à la septième position sur cent-quarante-et-un.

## Style de jeu
« Propre et sans prétention, il avait une façon très décontractée et sans fioritures de se considérer. C'est cette qualité que nous trouvons tous si hilarante, sa délicieuse capacité à se moquer de lui-même et de la vie avec une attitude comparable à, disons, Tim Conway, Mel Brooks ou Carol Burnett. »

— Nancy Cartwright, à propos de Phil Hartman dans son livre My Life as a 10-Year-Old Boy.
Contrairement à sa personnalité de la vie de tous les jours, décrite comme « ordinaire » et comme l'une des plus « discrètes et décentes du show business », Phil Hartman interprète souvent des personnages miteux, vaniteux ou désagréables ou des méchants comiques,. Il décrit lui-même son type de personnage comme « le gars désagréable » ou « le fouineur », citant comme exemples Lionel Hutz et Troy McClure des Simpson, Bill McNeal d'Infos FM et Ted Maltin de La Course au jouet,. Phil Hartman aime interpréter de tels rôles parce qu'il « veut juste être drôle, et les méchants ont tendance à être drôles parce que leurs faiblesses sont toutes là, exposées ».
Il incarne plus souvent des personnages secondaires que des rôles principaux. À ce propos il déclare : « Tout au long de ma carrière, je n'ai jamais été une grande star, mais j'ai fait des progrès constants et c'est ça que j'aime » et « C'est amusant de tenir le deuxième ou troisième rôles. Si le film ou la série télévisée périclite, vous n'êtes pas à blâmer »,. Phil Hartman est considéré comme un « acteur utilitaire » sur le Saturday Night Live avec une « sort de qualité de factotum » qui lui permet d'apparaître dans la majorité des sketches et souvent dans des rôles très différents. À propos de son travail sur cette émission Jan Hooks déclare : « Phil n'a jamais eu une once de compétition. C'était un joueur coopératif. C'était un privilège pour lui, je crois, de jouer le soutien et de le faire très bien. Il n'a jamais été vexé, aussi petit son rôle a-t-il pu être. » Il est discipliné dans ses performances, étudiant les scripts au préalable. Jan Hooks ajoute : « Phil savait écouter. Et il savait comment vous regarder dans les yeux, et il connaissait le pouvoir d'être capable de se mettre en retrait et de laisser quelqu'un d'autre être drôle, et de juste réagir. Je pense que Phil était davantage un acteur qu'un comédien. » Selon la critique de cinéma Pauline Kael, « Phil Hartman et Jan Hooks sur le Saturday Night Live sont deux des meilleurs acteurs comiques » qu'elle a jamais vus.
L'auteur et professeur de théâtre Paul Ryan remarque l'éthique de Phil Hartman dans ses imitations. Lorsqu'il s'apprête à imiter une personne, il rassemble une collection de séquences vidéos de celle-ci et les regarde en permanence jusqu'à ce qu'il « incarne complètement la personne ». Ryan conclut que « ce qui rend [les imitations de Hartman] si drôles et si précises est sa capacité à ajouter cette touche parfaite qui ne peut venir que d'essais et d'erreurs et de la pratique devant le public et les autres acteurs ». Phil Hartman décrit ce procédé comme « technique ». Le journaliste Lyle V. Harris écrit que Phil Hartman fait preuve d'un « talent rare pour se transformer en… n'importe qui il souhaite être ».

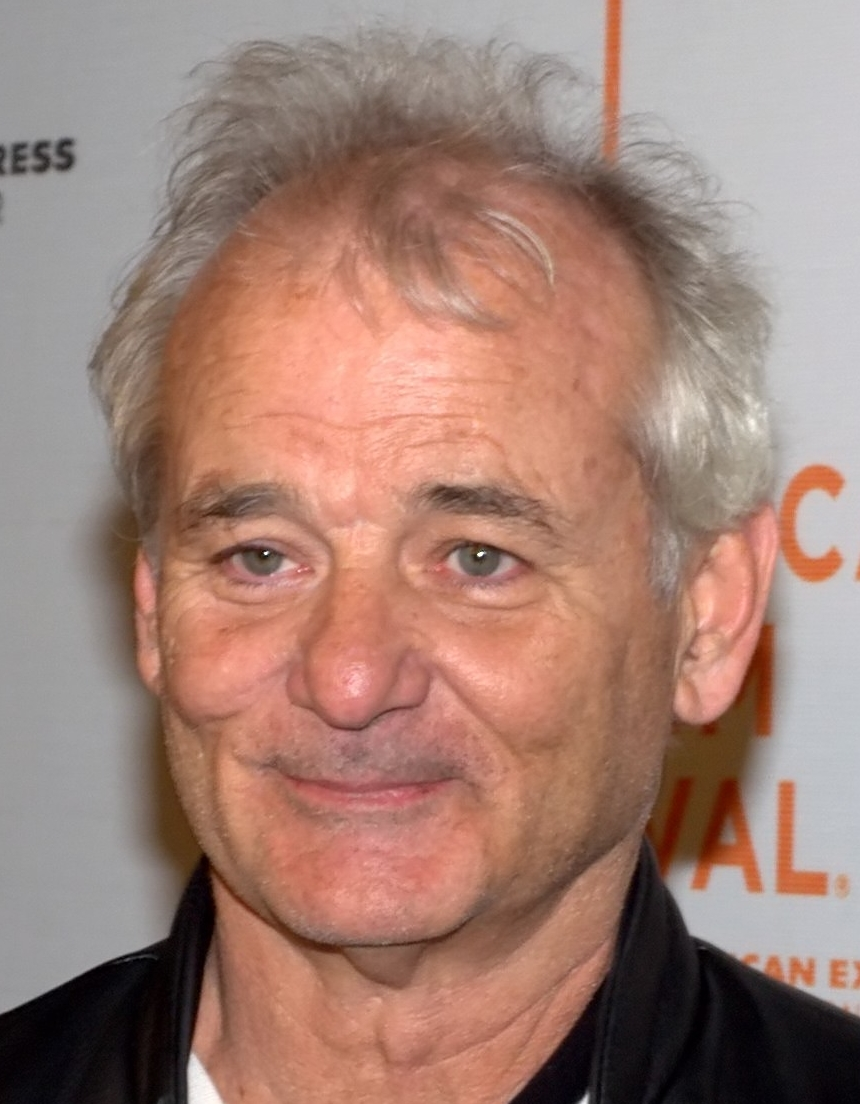
Phil Hartman s'est principalement inspiré de Bill Murray dans sa façon de jouer.

Ken Tucker résume ainsi le style comique de Phil Hartman : « Il pouvait momentanément tromper le public en lui faisait croire qu'il était un homme plat, mais ensuite il haussait un sourcil et donnait à sa voix une note ironique pour délivrer une punchline en un éclair, vous l'aviez à peine vu venir jusqu'à ce que vous commenciez à rire. » Phil Hartman affirme qu'il a emprunté son style à l'acteur Bill Murray : « Il a été d'une grande influence sur moi, notamment quand il fait ce truc malicieux dans SOS Fantômes, ou ce même genre de chose dans Un jour sans fin. J'ai essayé de l'imiter. Je n'y arrivais pas. Je n'étais pas assez bon. Mais j'ai découvert un autre truc, alors d'une manière maladive je me suis fait une carrière en faisant une mauvaise imitation d'un autre comique. »

## Filmographie

### Acteur

#### Cinéma
- 1978 : La Rage de la casse (Stunt Rock) : l’assistant
- 1980 : The Gong Show Movie : l'homme armé à l'aéroport
- 1980 : Cheech and Chong's Next Movie : Chick Hazard
- 1982 : Pandemonium : un journaliste
- 1984 : Weekend Pass : Joe Chicago
- 1985 : Pee-Wee Big Adventure (Pee-wee's Big Adventure) : un journaliste
- 1986 : Last Resort : Jean-Michel
- 1986 : Y a-t-il quelqu'un pour tuer ma femme ? (Ruthless People) : l'homme au journal
- 1986 : Jumpin' Jack Flash : Fred
- 1986 : Trois Amigos ! (Three Amigos!) : Sam
- 1987 : Boire et Déboires (Blind Date) : Ted Davis
- 1987 : Le Petit Grille-pain courageux (The Brave Little Toaster) : Jack Nicholson le climatiseur et Peter Lorre la brebis
- 1987 : La Folle Histoire de l'espace (Spaceballs) : Dink
- 1987 : Cheeseburger film sandwich (Amazon Women on the Moon) : présentateur du baseball
- 1989 : Autant en emporte Fletch ! (Fletch Lives) : le gérant de Bly
- 1989 : Comment devenir beau, riche et célèbre ! (How I Got Into College) : Benedict
- 1989 : Kiki la petite sorcière (魔女の宅急便 (Majo no takkyūbin?)) : Jiji (en version anglaise)
- 1990 : Hold-up à New York (Quick Change) : Hal Edison
- 1993 : Alarme fatale (Loaded Weapon 1) : Officier Davis
- 1993 : CB4 : Virgil Robinson
- 1993 : Coneheads : Marlax
- 1993 : Quand Harriet découpe Charlie ! (So I Married an Axe Murderer) : John Johnson et le guide d'Alcatraz
- 1994 : Greedy : Frank
- 1994 : Richard au pays des livres magiques (The Pagemaster) : Tom Morgan
- 1995 : The Crazysitter : le vendeur
- 1995 : L'Invité (Houseguest) : Gary Young
- 1995 : Stuart sauve sa famille (Stuart Saves His Family) : le présentateur
- 1996 : Sergent Bilko (Sgt. Bilko) : major Colin Thorn
- 1996 : La Course au jouet (Jingle All the Way) : Ted Maltin
- 1998 : Small Soldiers : Phil Fimple
- 1998 : Buster et Junior (Buster & Chauncey's Silent Night) : Chauncey

#### Télévision
- 1979-1982 : Les Voyages fantomatiques de Scoubidou (Scooby-Doo and Scrappy-Doo) : voix additionnelles (2 épisodes)
- 1980 : The Six O'Clock Follies (1 épisode)
- 1981-1989 : : Les Schtroumpfs (The Smurfs) : voix additionnelles (4 épisodes)
- 1981 : The Pee-wee Herman Show : Capitaine Karl
- 1982 : Les Petites Canailles (The Little Rascals) : voix additionnelles (1 épisode)
- 1983 : The Dukes : voix additionnelles (7 épisodes)
- 1983 : The Pop 'N Rocker Game : le présentateur
- 1984 : Magnum (Magnum, P.I.) (1 épisode) : l'homme au journal
- 1984 : Mystérieusement vôtre, signé Scoubidou (The New Scooby-Doo and Scrappy-Doo Show) : Igor et le fantôme du Dr Van Helsing
- 1984 : Pink Panther and Sons : voix additionnelles (1 épisode)
- 1985 : Le Défi des Gobots (Challenge of the GoBots) : Professeur Von Joy et Hans Cuff (3 épisodes)
- 1985 : Sara : Drake (1 épisode)
- 1985 : Les Jetson (The Jetsons) : les robots de la patrouille de l’école et le vice-président exécutif (1 épisode)
- 1985 : Les Treize Fantômes de Scooby-Doo (The 13 Ghosts of Scooby-Doo) : le commissaire priseur Vaccu-Spook et autres voix additionnelles (13 épisodes)
- 1985-1996 : Saturday Night Live : plusieurs personnages (152 épisodes)
- 1986 : Pee-wee's Playhouse : Capitaine Carl (6 épisodes)
- 1986 : Denis la Malice (Dennis the Menace) : Henry Mitchell, George Wilson et Ruff (65 épisodes)
- 1987 : La Bande à Picsou (DuckTales) : Capitaine Frye (1 épisode)
- 1987 : Foofur : voix additionnelles (13 épisodes)
- 1988-1989 : Fantastic Max : voix additionnelles (3 épisodes)
- 1989 : On the Television : plusieurs rôles (1 épisode)
- 1990 : Red Pepper : Red Pepper
- 1990 : Les Folles Aventures de Bill et Ted (Bill and Ted's Excellent Adventures) : voix additionnelles (1 épisode)
- 1990 : The Adventures of Don Coyote and Sancho Panda : voix additionnelles (1 épisode)
- 1990 : Gravedale High : Billy Headstone (1 épisode)
- 1990 : Le Monde de Bobby (Bobby's World) : voix additionnelles (1 épisode)
- 1990 : Les Tiny Toons (Tiny Toon Adventures) : Octavius (1 épisode)
- 1991 : Super Baloo (TaleSpin) : Ace London (1 épisode)
- 1991 : La Maison en folie (Empty Nest) : Tim Cornell (1 épisode)
- 1991 : Capitaine Planète (Captain Planet and the Planeteers) : Dimitri (1 épisode)
- 1991 : Myster Mask (Darkwing Duck) : Paddywhack (1 épisode)
- 1991 : One Special Victory : Mike Rutten
- 1991-1992 : Tom et Jerry Kids (Tom & Jerry Kids Show) : Calaboose Cal et autres personnages (4 épisodes)
- 1991-1998 : Les Simpson (The Simpsons) : Troy McClure, Lionel Hutz et autres personnages (52 épisodes)
- 1992 : Inspecteur Poisson (Fish Police) : Inspecteur C. Bass (1 épisode)
- 1992 : Parker Lewis ne perd jamais (Parker Lewis Can't Lose) : Phil Diamond (1 épisode)
- 1992 : Eek le chat (Eek! the Cat) : le lapin psychopate et l'astronaute singe (2 épisodes)
- 1993 : Demain, l'espoir (Daybreak) : l'homme dans la publicité sur l’abstinence
- 1993 : The Larry Sanders Show : lui-même (1 épisode)
- 1993 : Animaniacs : Dan Anchorman (1 épisode)
- 1993 : The Twelve Days of Christmas : Hollyberry
- 1994 : Profession : critique (The Critic) : Adolph Hitmaker, Bernie Wasserman et le professeur Blowhard (1 épisode)
- 1994 : How the Grinch Stole Christmas! Special Edition : le présentateur
- 1994 : Saturday Night Live Presents President Bill Clinton's All-Time Favorites : Bill Clinton
- 1995 : Ren et Stimpy (Ren & Stimpy Show) : le clown nain et le présentateur sur la bobine de film russe (2 épisodes)
- 1995 : The John Larroquette Show : Otto Friedling (1 épisode)
- 1995 : The Show Formerly Known as the Martin Short Show : plusieurs personnages
- 1995 : State of the Union: Undressed : Bill Clinton
- 1995 : Night Stand : Gunther (1 épisode)
- 1995-1998 : Infos FM : Bill McNeal (75 épisodes)
- 1996 : The Dana Carvey Show : Larry King (1 épisode)
- 1996 : Caroline in the City : le présentateur (1 épisode)
- 1996 : Seinfeld : l'homme au téléphone (1 épisode)
- 1996 : Gargoyles, les anges de la nuit (Gargoyles) : un braconnier (1 épisode)
- 1996-1998 : Troisième planète après le Soleil (3rd Rock from the Sun) : Randy et Phillip (2 épisodes)
- 1997 : The Second Civil War : le président des États-Unis
- 1998 : The Tonight Show with Jay Leno : Bill Clinton (1 épisode)
- 1999 : Et ils eurent beaucoup d'enfants (Happily Ever After: Fairy Tales for Every Child) : le présentateur du jeu télévisé (1 épisode)

#### Jeu vidéo
- 1997 : The Simpsons: Virtual Springfield : Troy McClure et Lionel Hutz
- 1998 : Blasto : capitaine Blasto

#### Attractions
- 1994 : Alien Encounter : T.O.M. 2000
- 1998 : Enchanted Tiki Room : Morris

### Scénariste
- 1980 :  Skateboard Madness
- 1981 : The Pee-wee Herman Show
- 1984 : Cheeseball Presents
- 1985 : Pee-Wee Big Adventure
- 1985-1989 : Saturday Night Live (54 épisodes)
- 1986 : Pee-wee's Playhouse
- 1991 : Saturday Night Live: The Best of Robin Williams
- 1998 : Saturday Night Live: The Best of Phil Hartman
- 2005 : Saturday Night Live: The Best of Jon Lovitz
- 2011 : The Pee-wee Herman Show on Broadway

## Distinctions

### Récompenses
- 1989 : Emmy du meilleur scénario pour une émission de variétés ou musicale pour Saturday Night Live, récompense partagée avec James Downey, John Bowman, A. Whitney Brown, Greg Daniels, Tom Davis, Al Franken, Shannon Gaughan, Jack Handey, Lorne Michaels, Mike Myers, Conan O'Brien, Bill Odenkirk, Herbert Sargent, Tom Schiller, Robert Smigel, Bonnie Turner, Terry Turner, Christine Zander et George Meyer[27].

### Nominations
- 1987 : Emmy du meilleur scénario pour une émission de variétés ou musicale pour Saturday Night Live, nomination partagée avec Andy Breckman, A. Whitney Brown, E. Jean Carroll, James Downey, Al Franken, Eddie Gorodetsky, George Meyer, Lorne Michaels, Kevin Nealon, Margaret Oberman, Herbert Sargent, Marc Shaiman, Rosie Shuster, Robert Smigel, Jon Vitti, Tom Davis, Bonnie Turner, Terry Turner et Christine Zander[27].
- 1994 : Emmy de la meilleure performance individuelle pour une émission de variétés ou musicale pour l'épisode avec John Goodman come invité dans Saturday Night Live[27].
- 1995 : CableACE Award du meilleur animateur de documentaire ou d'information pour How the Grinch Stole Christmas! Special Edition[84].
- 1998 :  Emmy du meilleur acteur dans un second rôle dans une série télévisée comique pour le rôle de Bill McNeal dans Infos FM[27].
- 1998 : Online Film & Television Association Award du meilleur acteur dans un second rôle dans une série télévisée pour le rôle de Bill McNeal dans Infos FM[85].
- 1998 : Online Film & Television Association Award du meilleur acteur dans un second rôle dans une série télévisée comique pour le rôle de Bill McNeal dans Infos FM[85].
- 1998 : Online Film & Television Association Award du meilleur acteur invité dans une série télévisée comique pour les rôles de Troy McClure et Lionel Hutz dans Les Simpson[85].
- 2008 : TV Land Award de la meilleure personnalité de la télévision de l'année pour le rôle de Bill McNeal dans Infos FM[86].

## Discographie
Sauf mention contraire, les informations sur les couvertures d'albums créées par Phil Hartman proviennent de l'article 8 Album Covers Designed By Legendary Comedian Phil Hartman de John Brownlee et du site Discogs.
- 1969 : Rockin' Foo des Rockin' Foo
- 1970 : Rochester River des Rockin' Foo
- 1972 : Choice Cuts des Pure Food and Drug Act
- 1972 : Bones des Bones
- 1972 : The Snake d'Harvey Mandel
- 1974 : Seven de Poco
- 1974 : Cantamos de Poco
- 1975 : Head over Heels de Poco
- 1975 : History: America's Greatest Hits des America
- 1976 : Rose of Cimarron de Poco
- 1976 : Silver des Silver
- 1977 : Hideaway des America
- 1977 : Harbor des America
- 1977 : America Live des America
- 1977 : Indian Summer de Poco
- 1978 : Legend de Poco
- 1979 : Peaks, Valleys, Honky Tonks and Alleys de Michael Martin Murphey
- 1979 : Silent Letter des America
- 1980 : Fighting Clowns du Firesign Theatre
- 1982 : Everyman a King d'Avalon
- 1982 : Ghost Town de Poco
- 1984 : Inamorata de Poco